# Les Groseillers
Les Groseillers település Franciaországban, Deux-Sèvres megyében. Lakosainak száma 54 fő (2022. január 1.). Les Groseillers Allonne, La Boissière-en-Gâtine, Cours és Pamplie községekkel határos.

## Népesség
A település népességének változása:
| Lakosok száma | 55   | 55   | 59   | 58   | 57   | 55   | 55   | 55   | 54   |
|               | 2013 | 2015 | 2016 | 2017 | 2018 | 2019 | 2020 | 2021 | 2022 |